# Haemagogus aeritinctus
Haemagogus aeritinctus är en tvåvingeart som beskrevs av Galindo och Harold Trapido 1967. Haemagogus aeritinctus ingår i släktet Haemagogus och familjen stickmyggor. Inga underarter finns listade i Catalogue of Life.